# Юил
Юил (уст. Ю-Ил) — река в России, протекает по Сыктывдинскому району Республики Коми.

## География
Устье реки находится в 36 км по левому берегу реки Кылтымъю в месте слияния с рекой Лудвож. Длина реки составляет 23 км, площадь водосборного бассейна 127 км².

## Данные водного реестра
По данным государственного водного реестра России относится к Двинско-Печорскому бассейновому округу, водохозяйственный участок реки — Вычегда от истока до города Сыктывкар, речной подбассейн реки — Вычегда. Речной бассейн реки — Северная Двина.
Код водного объекта в государственном водном реестре — 03020200112103000020078.